# Mankwe Ndosi
Mankwe Ndosi (* um 1985 in Minneapolis) ist eine US-amerikanische Hip-Hop- und Jazzsängerin, die sich auch als Autorin und Songwriterin betätigt.

## Leben und Wirken
Ndosi studierte Sozialwissenschaften am Radcliffe Institute for Advanced Study der Harvard University und ist Mitglied der Association for the Advancement of Creative Musicians. In ihrer bisherigen Karriere arbeitete sie mit Musikern, Tänzern, MCs und bildenden Künstlern zusammen. Seit den späten 2000er-Jahren wirkt sie in zahlreichen Projekten des Modern Creative, aber auch der freien Improvisation und des Hip-Hop; dabei verarbeitete sie Einflüsse aus Folk, Blues und Weltmusik. Sie trat in der Metropolregion Minneapolis–Saint Paul und in Chicago auf, auch im Rahmen von Aufnahmen und Tourneen im In- und Ausland mit Nicole Mitchells Black Earth Ensemble, mit dem sie etwa auf dem Vision Festival gastierte. Zu hören war sie auch auf Mitchells Album Xenogenesis Suite: A Tribute to Octavia Butler (2008) und mit Roscoe Mitchell auf dem Album Three Compositions (RogueArt 2012). Des Weiteren arbeitete sie mit Ballaké Sissoko, Sharon Bridgforth, Laurie Carlos, dem Ananya Dance Theater und in den Formationen Brother Ali, Bridge #9, Atmosphere (mit der sie auch 2009 in Deutschland auftrat) und mit Douglas Ewart. Sie ist ehemalige Leiterin des Center for Independent Artists in Minneapolis und erhielt Stipendien vom American Composer’s Forum/McKnight Foundation, der Jerome Foundation und dem Minnesota State Arts Board.
2009 legte sie ihre EP Do Gooder’s Blues vor; 2012 folgte ihr selbstproduziertes Debütalbum Science and Spirit. Auf dem Album Felt/Not Said (2021) wurde sie von der Cellistin Tomeka Reid, der Bassistin Silvia Bolognesi und dem Schlagzeuger Davu Seru begleitet. Der Titel des Albums spiegele seinen Inhalt genau wider, meinte Phil Freeman in seiner Besprechung für StereoGum, denn Ndosis Gesang sei hier meist wortlos. Tief gestrichene Bass- und Cello-Drones und -Grollen kombiniert mit rasselnder Perkussion würden einen Klang erzeugen, „als ob man im Bauch eines Holzschiffes gefangen und ein Geist aus der Mittelpassage übriggeblieben wäre.“

## Diskografische Hinweise
- Science and Spirit (2012)
- Mankwe Ndosi, Mike Ladd, Sylvain Kassap, Dana Hall: Epiphany (The Bridge Sessions, 2017)
- Mankwe Ndosi & Body MemOri: Felt/Not Said (Auspice Now 2021)[4]